# Gunnera annae
Gunnera annae là một loài thực vật có hoa trong họ Dương nhị tiên. Loài này được Schindl. mô tả khoa học đầu tiên năm 1911.